# Pfarrkirche Hochgallmigg

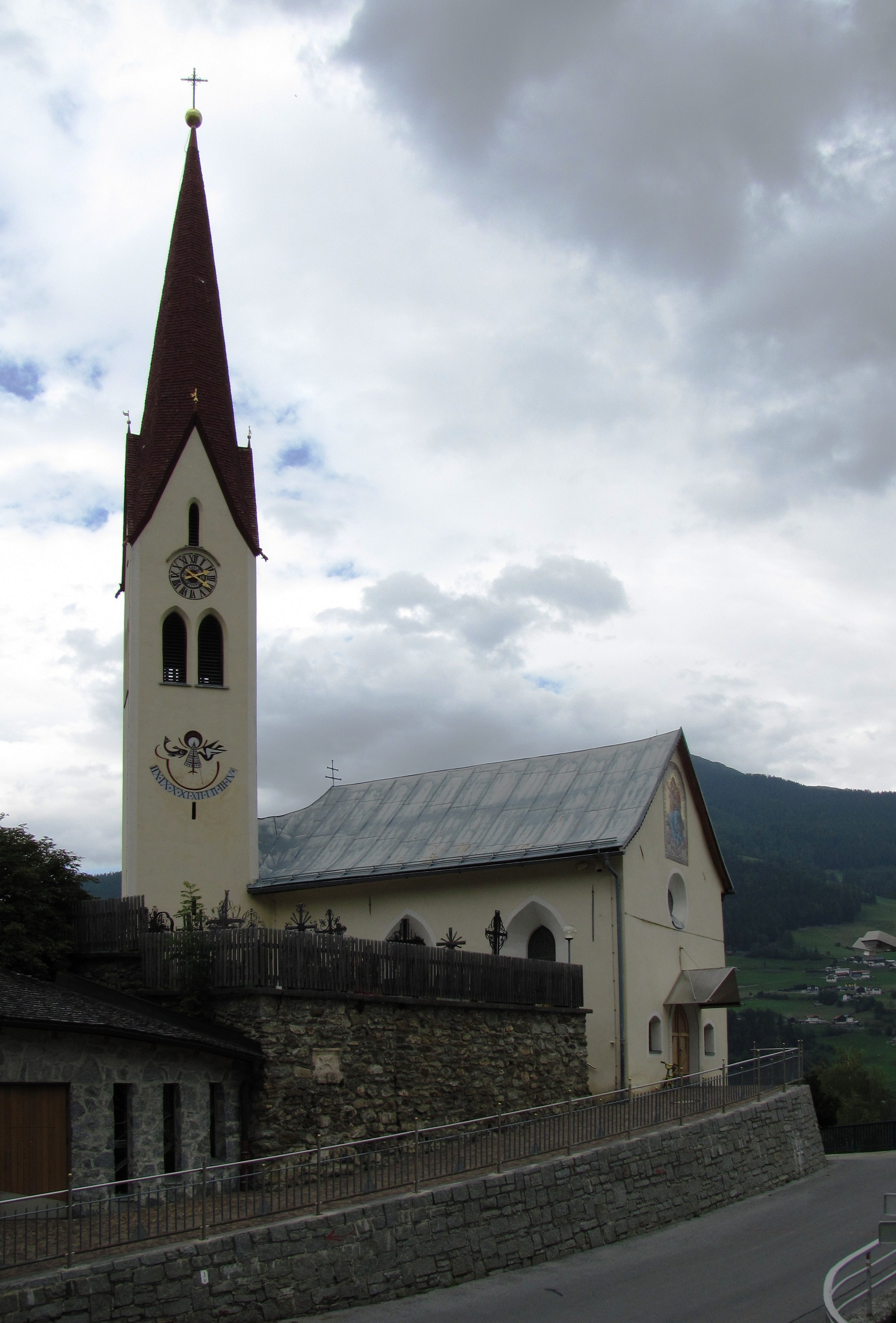
Mariä-Opferung-Kirche (2011)

Die Pfarrkirche Mariä Opferung ist eine römisch-katholische Kirche im Kirchweiler Hochgallmigg in der Gemeinde Fließ.
Die Kirche wurde 1707 erbaut und 1734 geweiht. Der schlichte Außenbau mit einer Stichkappentonne hat ein zweijochiges Langhaus mit einer Westempore, einen abgefasten Triumphbogen und eine Apsis mit Drei-Achtel-Schluss. Der Kirchturm an der Apsisschrägwand hat gekoppelte spitzbogige Schallfenster und einen Spitzgiebelhelm. Die spätbarocken Stationsbilder sind aus dem Ende des 18. Jahrhunderts. Eine Schutzengelfigur ist aus dem 19. Jahrhundert.
Bei einer Renovierung von 1900 bis 1909 wurden die Fenster verglast. Die neugotische Ausstattung mit Flügelaltar, Seitenaltar und Kanzel schuf der Bildhauer Josef Bachlechner der Ältere.
Die Gewölbemalereien, im Chor Rautenmuster und Engel, im Langhaus Verkündigung und Mariä Tempelgang schuf 1938 der Maler Franz Fuchs.